# Rebelión en la granja (película de 1999)
Rebelión en la granja es una película estadounidense, dirigida por John Stephenson y estrenada en el año 1999.

## Argumento
La última adaptación del clásico de Orwell explica de nuevo la historia de unos animales de granja que se levantan en rebeldía contra la crudeza de sus amos. Cerdos y perros, caballos, cabras y gallinas, todos los animales explotados, heridos e insultados de la granja, unen sus fuerzas y organizan una defensa común para imponer la democracia utópica. Pero incluso cuando los más nobles ideales conviven, puede crecer la corrupción. La sátira de George Orwell contra la Rusia Estalinista es esta vez una denuncia del poder mal empleado.
El filme comienza cuando Jessie, una perra ovejera (narradora de la historia), vive en el bosque junto a algunos animales de la Granja Animal, propiedad del cerdo tirano Napoleón. Después de estar varios años escondiéndose, los exiliados sospechan que algo ha ocurrido en la granja y deciden regresar. Mientras llegan, Jessie vuelve al pasado: 
El señor Pilkington visita a la granja Manor, propiedad de su vecino el señor Jones, un granjero alcohólico e irrascible, con la intención de cobrarle una deuda. Mientras, la perra Jessie avisa a todos los animales que se reúnan esa noche con el viejo cerdo Mayor en el granero. El cuervo charlantán Moses ronda allí por donde pasa Jones, a quien sirve sin tapujos. En el granero, Mayor les comunica a sus camaradas que el hombre es su principal enemigo, pues en él no hay más que maldad y deseos de poder a costa de los inocentes: La solución está en derrocar a los humanos y promover la igualdad y la paz para todos los animales. Los presentes (entre los que destacan Jessie, el caballo de tiro Boxer, el burro Benjamín y la cabra Muriel) están de acuerdo y Mayor les enseña una canción de alabanza a la libertad llamada "Bestias del mundo", que todos cantan al unísono. El vocerío de los animales llama la atención de Jones que, borracho, se hace con una escopeta y se dirige hacia el granero; pero tropieza y el arma se dispara accidentalmente, ahuyentando a los animales y acabando con la vida de Mayor. Pocos días después, Jones y sus peones continúan maltratando a los animales y despreocupándose de la granja. Cuando los hombres vuelven ebrios a la casa y sin preocuparse de alimentar a los animales, éstos deciden asaltar el almacén por su cuenta. Boxer abre el corral y conduce a sus compañeros hasta los silos de comida. Los animales han decidido que están hartos del abuso de sus amos y, liderados por los tres cerdos más inteligentes de la granja (Snowball, Napoleón y Squealer), se revelan contra ellos y les hacen abandonar el lugar.
Los animales de la granja, ahora renombrada como Granja Animal, deciden explorar la antigua casa de Jones, se quedan asombrados por los objetos que allí se albergan (en especial la televisión) y por el estilo de vida lujoso que llevaba su amo; pero huyen de la casa en cuanto descubren la carnicería donde Jones descuartizaba a los animales (Mayor entre ellos). Los cerdos deciden entonces establecer una serie de normas para los animales, basadas en las palabras de Mayor y reunidas en siete leyes fundamentales. Las dos principales eran Todos los animales son iguales y Cuatro patas bueno, dos pies malo. Así, los animales viven bajo una política basada en la igualdad y en la utopía del Animalismo, y consiguen realizar las labores con mejores resultados que los humanos. A medida que pasan los días, Napoleón y Squealer van mostrando sus verdaderas intenciones y deciden conspirar contra el progresista Snowball. Para ello, le arrebatan a Jessie sus cachorros recién nacidos, con la excusa de que les otorgarán una educación especial. Los cerdos empiezan a hacerse con ciertos privilegios desde su puesto de liderazgo, como quedarse con la leche y las manzanas sólo para ellos. Muchos protestan por esto, pero Napoleón y Squealer les distraen con la televisión. Una vez que se calman, Squealer les explica que la leche y las manzanas son un buen alimento para el cerebro (la mejor arma de los cerdos) y que por ello deben ser de consumo exclusivo de los cerdos; así evitarán que el hombre regrese a la granja. Jessie (que siempre desconfiará de Napoleón) es la única que está en desacuerdo con esta decisión, y le comenta a Boxer que tal vez los cerdos se estén equivocando, pero el caballo contesta que "Napoleón nunca se equivoca". Poco después, Pilkington y sus hombres tratan de tomar la granja pero los animales, comandados por Snowball, consiguen vencerles y les expulsan de la propiedad. 
Cuando Snowball propone la construcción de un molino para facilitar el trabajo en la granja, Napoleón se niega y lanza a sus perros (los hijos de Jessie) contra él. Snowball es desterrado y Napoleón se autoproclama como nuevo líder de la Granja Animal. Squealer, ahora su mano derecha y locutor, explica a los animales que Snowball era en realidad un traidor del Animalismo y que el molino era, originalmente, una idea de Napoleón y que debe llevarse a cabo. También declara que a partir de ese instante, los cerdos tomarán todas las decisiones. Los animales empiezan la construcción del molino bajo la supervisión de los cerdos y los perros, siendo Boxer el trabajador más ferviente y entregado. Napoleón y Squealer no tardan en hacer valer su autoridad, cada vez más tiránica, reduciendo las raciones de los trabajadores y albergándose en la casa de Jones. Algunas leyes son alteradas en favor de los cerdos; por ejemplo, la norma de Ningún animal dormirá en una cama se cambia por Ningún animal dormirá en una cama con sábanas. Jessie pronto descubre el estilo de vida que llevan los cerdos, similar al de los hombres, emborrachándose y viviendo del sufrimiento de sus camaradas, pero decide no decir nada por miedo a los cerdos y sabiendo que sus cachorros están bajo las órdenes de estos. El funcionamiento de la Granja Animal atrae la atención de Pilkington, y decide aprovecharse de la situación para hacerse con el lugar, ganándose la confianza de Napoleón. Éste le da la bienvenida y acaba asociándose con el hombre, además de encontrarle gusto al whisky. Cuando finalmente el molino está terminado, Jones y su esposa lo demuelen con dinamita, en venganza a Pilkington por sus intenciones de adueñarse de su antigua granja. Los animales se muestran consternados al ver su trabajo destruido, Napoleón aprovecha el incidente para acusar a Snowball como culpable de lo ocurrido. 
Los animales intentan reconstruir el molino en unas condiciones aún peores que la vez anterior, y la canción "Bestias del mundo" queda prohibida, siendo sustituida por otra llamada "El Gran Líder, Napoleón". Las diferencias entre los cerdos y animales trabajadores se evidencia cada vez más. Culpando de nuevo a Snowball, Napoleón anuncia que la escasez de alimento debe compensarse vendiendo productos de la granja, y ordena a las gallinas que entreguen sus huevos para el mercado, pero éstas se niegan y los destruyen. Como castigo, Napoleón ordena ejecutarlas a ellas y a quienes las habían ayudado. De este modo, la vida en la Granja Animal no tarda en convertirse en un infierno para los animales (excepto para los cerdos y los perros), siendo ejecutados todos aquellos sospechosos de ser contrarios a Napoleón. Los cerdos tratan de convencer a sus "camaradas" de que no están incumpliendo ninguna ley del Animalismo, cambiando la ley Ningún animal matará a otro animal por Ningún animal matará a otro animal sin motivo; y justifican sus actos por medio de películas propagandísticas (realizadas con la ayuda de un equipo cinematográfico de Jones) que son proyectadas cada noche.
Boxer trabaja de sol a sol en la construcción del molino, hasta que un día cae exhausto, a causa del agotamiento y de un problema pulmonar. Jessie se mantiene a su lado hasta que Squealer les dice que Napoleón realizó las gestiones necesarias para que el caballo sea ingresado en un hospital veterinario. Cuando un furgón llega a la granja para llevarse a Boxer, Benjamín lee en el letrero del portón que no se trata de un vehículo del veterinario, sino del matadero. Jessie, Benjamín y Muriel persiguen el furgón y le gritan a Boxer que salga, pero al final el coche se aleja, llevando al pobre caballo hacia su muerte. Napoleón y Pilkington contemplan la escena, y luego el hombre le ofrece a su socio porcino un fajo de billetes, en compensación por la vida de Boxer; pero Napoleón le pide que utilice el dinero para comprar whisky. Mientras, Jessie le comenta Benjamín que ella pudo haber salvado a Boxer, pues conocía un escondite a las afueras de la granja. Entonces, Benjamín le dice que todavía puede ayudar a otros animales que siguen bajo el mandato de los cerdos. Squealer comunica el fallecimiento de Boxer, y "desmiente" su destino en el matadero alegando que el furgón era, en realidad, propiedad del hospital, pero que anteriormente había pertenecido al matarife. Esa noche, Napoleón recibe la visita de Pilkington y su mujer, y él y Squealer conversan y beben con ellos de la misma manera que lo hacía Jones. Jessie los observa, y después se reúne en el granero con Benjamín y Muriel, donde están escritas las siete leyes del Animalismo, ahora reducidas en una. Benjamín lee Todos los animales son iguales, pero algunos animales son más iguales que otros. De esta manera, descubren los verdaderos pensamientos de los cerdos y deciden huir de la granja, llevándose a todos los animales que pueden. Mientras abandonan el lugar, se retransmite una película en la que varios animales alaban a Napoleón como un gran líder, en la cual se ve a Napoleón vestido como un humano y erguido sobre sus patas traseras. Napoleón declara que la Granja Animal será utilizada como fábrica de armas y que la Revolución Animal ha terminado. Por último, dice que "todos los animales son ahora libres".
Años más tarde, Jessie y los demás animales que huyeron viven en el bosque y regresan a su antiguo hogar, que se encuentra abandonado y en ruinas. Los animales pasan por encima de los cimientos y de los cadáveres de los cerdos, y observan desolados el lugar que una vez iba a ser el comienzo de una vida mejor. El único superviviente es un hijo de Jessie, que se reconcilia con ella. Un tiempo después, los animales viven tranquilos y ven que una nueva familia ha adquirido la granja. Jessie sostiene que no les dejarán cometer los mismos errores y que por fin serán libres (esto hace referencia a la caída del régimen de Stalin y la llegada de la democracia).

## Reparto
| Actor              | Personaje           |
| ------------------ | ------------------- |
| Pete Postlethwaite | Granjero Jones      |
| Caroline Gray      | Sra. Jones          |
| Alan Stanford      | Granjero Pilkington |
| Gail Fitzpatrick   | Sra. Pilkington     |
| Gerard Walsh       | Granjero Frederick  |

### Voces
| Actor               | Personaje   |
| ------------------- | ----------- |
| Julia Ormond        | Jessie      |
| Kelsey Grammer      | Snowball    |
| Patrick Stewart     | Napoleón    |
| Ian Holm            | Squealer    |
| Paul Scofield       | Boxer       |
| Pete Postlethwaite  | Benjamin    |
| Julia Louis-Dreyfus | Mollie      |
| Peter Ustinov       | viejo Mayor |
| Charles Dale        | Moses       |
| Jean Beith          | Muriel      |
| Louise Gold         | Mabel       |